# ملك ميرزاتشم دشتي (مقاطعة دورة)
ملك ميرزاتشم دشتي (بالفارسية: ملک میرزاچم دشتی) هي قرية تقع في قسم كشكان الريفي (مقاطعة دورة) في إيران. يقدر عدد سكانها بـ 221 نسمة بحسب إحصاء 2016.